# Pterocaulon globuliflorus
Pterocaulon globuliflorus là một loài thực vật có hoa trong họ Cúc. Loài này được W.Fitzg. miêu tả khoa học đầu tiên năm 1918.